# レオニード・ドラチェフスキー
レオニード・ヴァジモヴィチ・ドラチェフスキー (ロシア語: Леонид Вадимович Драчевский、ラテン文字表記の例：Leonid Vadimovich Drachevskii、1942年4月5日 – ）は、ソビエト連邦およびロシアのスポーツ指導者、政治家、企業家、外交官。カザフ・ソビエト社会主義共和国の首都アルマアタ（現在のカザフスタン、アルマトイ）出身。駐ポーランド大使、CIS担当相、シベリア連邦管区大統領全権代表、統一エネルギーシステム副会長などを歴任。

## 経歴
1966年メンデレーエフ名称モスクワ化学技術大学を卒業する。1969年ソ連学生ボート全国チームの上級、主任コーチ。1977年ソ連国家体育委員会水運動副部長。1979年から1986年までChairman zametitel SWD «Burevestnik»。
この間、1982年に国家中央体育大学を、1986年ソ連共産党高級党学校をそれぞれ卒業した。1986年ロシア共和国国会体育・スポーツ委員会副議長。1990年から1991年同委員会第一副議長。1992年外務省に移り、スペインに赴任しバルセロナ総領事となった。1993年ロシア外務省付属外交官アカデミー外交官スタッフ訓練課程を修了する。同年、本省勤務となり、官房長となる。1996年駐ポーランド大使に任命される。1998年外務次官。1999年から2000年までロシア連邦独立国家共同体（CIS）担当大臣。2000年5月、シベリア連邦管区大統領全権代表に任命される。2004年9月9日、ウラジーミル・プーチン大統領によって、大統領全権代表の辞任を認められる（後任はロシア軍参謀総長のアナトリー・クワシニン上級大将）。2002年11月25日、中露友好平和発展委員会のロシア側委員長。

## 称号
ソ連学生ボートコーチ、国際クラススポーツマスターの称号を持つ。

## プライベート
2003年に結婚。夫人との間に2子有り。